# Neoregelia angustibracteolata
Espèce
Classification phylogénétique
Neoregelia angustibracteolata est une espèce de plantes de la famille des Bromeliaceae, endémique de la forêt atlantique (mata atlântica en portugais) au Brésil.

## Dénomination
Neoregelia angustibracteolata était décrit et dénommé par Edmundo Pereira et Elton Martinez Carvalho Leme en 1986.

## Taxonomie
Neoregelia angustibracteolata est une espèce dans le genre Neoregelia qui contient environ de 116 à 119 espèces et fait partie de la famille des Bromeliaceae (Bromeliacées).

## Description

### Feuilles
Neoregelia angustibracteolata est une plante à feuilles persistantes. Elle présente des feuilles vertes, simples et basales. Elles sont linéaires, sessiles avec un bord entier, à nervure parallèle.

### Fleurs et Fruits
Neoregelia angustibracteolata présente des fleurs à trois pétales de couleur bleue. Les fleurs s'organisent en capitule globulaire.
Les plantes vivaces produisent des baies.

## Distribution
Neoregelia angustibracteolata provient de Brésil.

## Culture
Les plantes vivaces poussent sur des sols frais à humides et préfèrent une exposition ensoleillée à semi-ombragée. Elles supportent des températures seulement au-dessus d'au moins 1 °C (USDA zone 10). Pour la culture en pot utilisez un mélange de fibre de coco, compost de feuilles et menu.
En été les plantes préfèrent une protection contre le soleil chaud de midi.

## Entretien et Prolifération
- Pour une croissance saine donnez un engrais liquide pauvre en azote une fois par mois pendant la période de croissance.
- Arrosez beaucoup en été, arrosez un peu en hiver. Gardez la rosette plein d'eau. Changez l'eau toutes les 3 à 4 semaines pour qu'elle ne croupisse pas en dehors de la floraison, utilisez de l'eau douce. laissez sécher le substrat entre les arrosages.

Prolifération par ensemencement à maturité des semences à 27 °C. En outre prolifération par enracinement de marcottes en printemps ou en été.

## Maladies et Parasites
Des insectes écailleux sur les tiges et les faces inférieures des feuilles sont des cochenilles qui excrètent du miellat. Pulvérisez un insecticide ou introduisez des auxiliaires.